# Malahi
Malahi (nep. मलाही) – gaun wikas samiti w środkowej części Nepalu  w strefie Narajani w dystrykcie Rautahat. Według nepalskiego spisu powszechnego z 2001 roku liczył on 307 gospodarstw domowych i 1959 mieszkańców (977 kobiet i 982 mężczyzn).